# Cappella Corale Varsaviana
Capella Corale Varsaviana – chór zrzeszający zawodowych wokalistów i muzyków.
Powstał w 2007 roku przy współpracy Romana Rewakowicza – dyrygenta aktywnego zarówno w dziedzinie chóralnej jak i orkiestrowej z Małgorzatą Szymanek-Piotrowską – menadżerem o wieloletnim doświadczeniu chóralnym. Zespół skupia miłośników muzyki chóralnej różnych epok i okresów historycznych. Jego członkowie to głównie zawodowi muzycy – absolwenci i studenci różnych wydziałów wyższych uczelni muzycznych Polski. Śpiewają w nim zarówno wokaliści, jak i absolwenci i studenci teorii muzyki, wydziału edukacji muzycznej – dyrygentury chóralnej, muzykologii oraz instrumentaliści.
Zespół ma na swoim koncie udział w licznych nagraniach muzyki do filmów produkowanych zarówno w kraju jak i za granicą. Na uwagę zasługuje rejestracja muzyki filmowej takich kompozytorów jak Jan A.P. Kaczmarek (laureat Oscara za muzykę filmową), Stanisław Syrewicz, Michał Lorenc, Abel Korzeniowski, Bartłomiej Gliniak i inni. Chór wziął m.in. udział w nagraniu muzyki Jana A.P. Kaczmarka do najnowszej ekranizacji słynnej powieści Lwa Tołstoja „Wojna i pokój”. Dokonana na przełomie 2010 i 2011 roku rejestracja muzyki Michała Lorenca do najnowszego filmu o Janie Pawle II – „ Szukalem Was”, zaowocowała zaproszeniem zespołu do Rzymu do wykonania Missa Magna Beatificationis Michała Lorenca. Ten uroczysty koncert w kościele Św. Ignacego Loyoli, w którym wystąpiła m.in. także Narodowa Orkiestra Symfoniczna Polskiego Radia z Katowic, został pomyślany jako artystyczny finał uroczystości beatyfikacyjnych Jana Pawła II.
2 maja 2011 zespół wziął udział w porannej Mszy Dziękczynnej za Beatyfikację Jana Pawła II w bazylice św. Piotra w Rzymie wykonując wraz z innymi chórami i NOSPR specjalnie na tę okazję skomponowaną Mszę Marco Frisiny, a także utwory Henryka Mikołaja Góreckiego i Wojciecha Kilara. Szczególne zamiłowanie i znajomość muzycznych tradycji wschodniego chrześcijaństwa przez Romana Rewakowicza skłania zespół również do repertuaru muzyki prawosławnej, w tym wspaniałego „Całonocnego czuwania” (Wsienosznoje bdnienije) Siergieja Rachmaninowa.
W 2007 roku zespół wystąpił w Zamku Królewskim w Warszawie na wspólnym koncercie z Rosyjskim Państwowym Chórem Kameralnym w ramach Sezonu Kultury Rosyjskiej w Polsce. W grudniu 2008 roku Cappella Corale Varsaviana wystąpiła z dużym powodzeniem w Moskwie i Jarosławlu na zakończenie Sezonu Kultury Polskiej w Rosji. Zespół brał także udział w Warszawskim Festiwalu Chóralnym „Na Królewskim Trakcie” z programem polskiej i ukraińskiej muzyki sakralnej.